# Свети Атанасий (Враня)
Вижте пояснителната страница за други значения на Свети Атанасий.
„Свети Атанасий“ е българска църква в светиврачкото село Враня, обявена за паметник на културата.

## Архитектура
Храмът е изграден в XVIII век, като в последвалите XIX и XX е ремонтиран и преустройван, като нови са таванът, църковните мебели и прозорците. В архитектурно отношение представлява трикорабна псевдобазилика с една апсида на изток. На южната страна има външен трем.

## Интериор
В иконостаса са включени части от стари иконостаси. Изключително ценни са няколко икони от края на XVIII век за друг иконостас – „Исус Христос“, „Света Богородица с Младенеца“, „Трима Светители“, „Света Троица“ (1798), „Йоан Кръстител“, „Свети Никола“, „Свети Георги“. Висока стойност имат и „Рождество Христово“ (1835), „Свети Игнатий“ (1836), „Света Неделя“, „Кръщение“ и „Свети Модест“. Централната част на венчилката и три поредици икони също имат висока художествена стойност – едната са царски икони в пищен възрожденски стил – „Христос Вседържител“ (1835), „Света Богородица с младенеца“ и „Свети Йоан Предтеча“, втората са икони на примитивист в декоративен стил с български надписи – „Свети Илия с жития“, „Свети Георги с жития“, а третата са празничните икони, повечето апостолски и целувателните икони на иконостаса, също с български надписи – „Въведение Богородично“, „Рождество Богородично“, „Рождество Христово“, „Благовещение“, „Възкресение Лазарево“, „Тайната вечеря“ и други.